# Тім Дауні
Тімоті Річард Дауні (англ. Timothy Richard Downie) — англійський актор і письменник. Він відомий за телесеріалами Toast of London, Чужоземка і Upstart Crow, а також за фільмами Пригоди Паддінгтона і Король говорить!

## Кар’єра

### Телебачення
Телевізійний дебют Дауні відбувся в 1994 році в епізоді поліцейської драми каналу ITV The Bill, після чого він був гостем на прем'єрі іншого комедійного серіалу ITV Conjugal Rites. У 1996 році він приєднався до акторського складу дитячого ситкому Out of Tune на каналі CBBC, разом з Джеймсом Корденом і Джейн Денсон. У 1998 році він з'явився в підлітковому ігровому шоу на BBC One To Me... To You..., а потім отримав роль Сема Смоллвуда в популярній мильній опері каналу Channel 4, Голіокс. Наступною його роллю став констебль Госкінс в драмі BBC One Judge John Deed (2001), куди його запросили зірковим гостем на один епізод.
У 2002 році Дауні приєднався до акторського складу серіалу BBC, Doctors, зігравши Алекса Норта в 112 епізодах драми. У 2004 році він знявся в комедійному бойовику від Fox Network, Keen Eddie, а також у кримінальному серіалі BBC New Tricks. Він став запрошеною зіркою в підлітковій драмі CBBC M.I. High у другому фіналі серіалу під назвою «Атака астероїдів» (2008) і комедії BBC The Legend of Dick and Dom. У 2009 році Дауні знявся в комедії BBC Four Micro Men про суперництво між британськими комп'ютерними гігантами 1980-х років, сером Клайвом Сінклером і Крісом Каррі, разом з Мартіном Фріменом і Александером Армстронгом у головних ролях. Протягом наступних двох років,  Дауні разом з Семом Г'юеном був лицем рекламної кампанії для Tennents Lager у Великобританії.
Починаючи з 2011 року, Тім знімався в комедійному серіалі BBC The Royal Bodyguard, що розповідає про незграбного офіцера, якого призначили новим охоронцем королеви. Того ж року його взяли на роль у комедії від Sky Atlantic, Це Джинсі, перша серія якої була номінована на British Comedy Awards як «Найкраще скетч-шоу».  У 2012 році Дауні з'явився в кількох телевізійних постановках. Першим був телевізійний фільм для каналу BBC Four, The Cricklewood Greats, документальний фільм про британську кіноіндустрію, у якому Дауні знімався разом з Пітером Капальді. Потім він знявся в першому епізоді міні-серіалу для ITV, Титанік, який був випущений до сотої річниці трагедії. Дауні завершив рік появою в ситкомі Піп Шоу, антології Little Crackers, а також у комедії Toast of London.
У 2013 році Дауні знявся, як запрошений гість, у комедії Miranda. Після цього він продовжив свою роботу в ветеринарному ситкомі Heading Out, серіалі-хіті Скінс, комедії Father Figure та короткометражній дитячій програмі на BBC Two, номінованій на БАФТА, Found. У 2015 році Тім знявся в епізодичній ролі в псевдодокументальному серіалі Hoff the Record, який частково заснований на житті актора Девіда Гессельгоффа. Того ж року він з'явиться в епізоді міні-серіалу Jekyll and Hyde і в одному епізоді науково-фантастичного комедійного серіалу Tripped.
2016 рік Дауні розпочав з ролі в третій серії ситкому Plebs, який розповідає про пригоди трьох чоловіків у Римі. Далі він знявся у телевізійному фільмі Young Hyacinth, епізоді короткометражного онлайн-відео Comedy Blaps, кількох епізодах Drunk History: UK та в ситкомі Upstart Crow в ролі Крістофера Марлоу. Наступного року Дауні знявся в епізоді комедії Count Arthur Strong, в епізоді комедії Chewing Gum та в епізоді комедії I Live with Models.
У 2018 році Дауні зіграв реальну історичну фігуру, губернатора Вільяма Тріона, у телевізійній адаптації шотландського бестселера Діани Ґеблдон, про подорожі в часі, Чужоземка. На початку 2020 року Дауні став виконавчим продюсером комедії The Jewish Enquirer, де також зіграв головну роль. Пізніше того ж року він з'явився в YouTube-серіалі Housebound за авторством Джастіна Сбресні та Марка Бассела, який зосереджувався на повсякденному житті під час карантину в COVID-19.
У січні 2022 року Дауні приєднався до акторського складу другого сезону Добрі передвісники від Amazon і BBC.

### Кіно
Дебютною роллю в кіно для Дауні стала гра в містичному трилері 2002 року Dead Man's Dream режисерів Ебнера та Камми Пастоллів. Через два роки він знявся в драмі Shooting Shona разом із Самантою Беарт. У 2008 році Дауні знову працював з режисером Ебнером Пастоллом над його драматичною комедією про британську поліцію, Homicide: Division B, а потім знявся у фільмі жахів The Gatekeeper.
У 2010 році Дауні з'явився в ролі Герберта Веллса в короткометражному фільмі A Great Mistake, який був показаний на Каннському кінофестивалі та на Шанхайському міжнародному кінофестивалі. Того ж року він виконав роль герцога Глостерського у відзначеному Оскаром фільмі, Король говорить!. У 2012 році Дауні знявся в мюзиклі Знедолені разом з Едді Редмейном і Аароном Твейтом. Через два роки Дауні з'явиться в ролі дослідника Монтгомері Клайда в заснованому на серії дитячих книг, сімейному фільмі, Пригоди Паддінгтона.
2017 року Дауні знявся в трьох повнометражних фільмах. Першим був оригінальний фільм від Netflix Машина війни, натхненний генералом Стенлі Маккристалом, у якому Дауні знімався з Бредом Піттом. Другим було камео у Трансформери: Останній лицар від режисера Майкла Бея. І завершував рік трилер про заручників 6 Days, в якому розповідалося про облогу іранського посольства в Лондоні. Наступного року він знявся в незалежному фільмі Гонка століття, заснованому на реальній історії Дональда Кроугерста.

### Відеоігри
22 жовтня 2020 року Дауні повідомив у своєму Твіттері, що озвучить чарівника Ґейла в майбутній, на той час, відеогрі Baldur's Gate III від Larian Studios.

## Фільмографія

### Фільми
| Рік  | Назва                                         | Роль                 | Примітки               |
| ---- | --------------------------------------------- | -------------------- | ---------------------- |
| 2002 | Dead Man's Dream                              | Клієнт відеомагазину |                        |
| 2004 | Swiss Passport                                | Ніл                  | Короткометражний фільм |
| 2004 | Shooting Shona                                | Арт                  |                        |
| 2004 | Kay                                           | Оллі                 | Короткометражний фільм |
| 2008 | Homicide: Division B                          | Детектив Лонетрі     | Короткометражний фільм |
| 2008 | The Gatekeeper                                | Двіб                 |                        |
| 2010 | A Great Mistake                               | Герберт Веллс        | Короткометражний фільм |
| 2010 | Король говорить!                              | Герцог Глостерський  |                        |
| 2010 | The Present and the Past                      | Кріс                 | Короткометражний фільм |
| 2011 | Diagnosis Superstar                           | Денні                |                        |
| 2012 | Знедолені                                     | Бревет               |                        |
| 2014 | Пригоди Паддінгтона                           | Монтгомері Клайд     |                        |
| 2017 | Машина війни                                  | Пол Смір             |                        |
| 2017 | Трансформери: Останній лицар                  | Гравець в поло       |                        |
| 2017 | 6 Days                                        | Джиммі               | Короткометражний фільм |
| 2018 | Гонка століття                                | Редактор             |                        |
| 2018 | I Love My Mum                                 | Генрі Брентвуд       |                        |
| 2018 | Last Christmas                                | Батько               | Короткометражний фільм |
| 2019 | Horrible Histories: The Movie – Rotten Romans | Британський легат    |                        |
| 2023 | Nandor Fodor and the Talking Mongoose         | Містер Ірвінґ        |                        |
| 2024 | Touchdown                                     | Тім Дауні            |                        |

### Телебачення
| Рік       | Назва                      | Роль                                                                          | Виробництво    | Примітки           |
| --------- | -------------------------- | ----------------------------------------------------------------------------- | -------------- | ------------------ |
| 1994      | The Bill                   | Джо Палі                                                                      | ITV            | 1 серія            |
| 1994      | Conjugal Rites             | Рік Пайк                                                                      | ITV            | 1 серія            |
| 1996—1998 | Out of Tune                |                                                                               | CBBC           | 17 серій           |
| 1998      | To Me... To You            | Грає себе                                                                     | BBC One        | 1 серія            |
| 1999—2000 | Hollyoaks                  | Сем Смолвуд                                                                   | Channel 4      | постійний учасник  |
| 2001      | Judge John Deed            | Констебль Госкінс                                                             | BBC One        | 1 серія            |
| 2002      | Doctors                    | Алекс Норт                                                                    | BBC            | 112 серій          |
| 2004      | Keen Eddie                 | МакҐінніс                                                                     | Fox            | 1 серія            |
| 2004      | New Tricks                 | Дейв Пімлі                                                                    | BBC One        | 1 серія            |
| 2008      | M.I. High                  | Лео Тейбрідж                                                                  | CBBC           | 1 серія            |
| 2009      | The Legend of Dick and Dom | Джаспер                                                                       | BBC One        | 1 серія            |
| 2009      | Micro Men                  | Тоні Вуд Роджерс                                                              | BBC Four       | Телевізійний фільм |
| 2011—2012 | The Royal Bodyguard        | Єйтс                                                                          | BBC            | 6 серій            |
| 2011—2014 | Це Джинсі                  | Джинсі                                                                        | Sky Atlantic   | 16 серій           |
| 2012      | The Cricklewood Greats     | Лайонел Крісп                                                                 | BBC            | Телевізійний фільм |
| 2012      | Titanic                    | Офіцер поліції                                                                | ITV/ABC        | 1 серія            |
| 2012      | Піп Шоу                    | Ґрег                                                                          | Channel 4      | 1 серія            |
| 2012      | Little Crackers            | П.С. Годхенд                                                                  | ITV            | 1 серія            |
| 2012—2015 | Toast of London            | Денні Беар                                                                    | Channel 4      | 17 серій           |
| 2013      | Miranda                    | Джуліан                                                                       | BBC            | 1 серія            |
| 2013      | Heading Out                | Колін Стаффорт                                                                | BBC Two        | 1 серія            |
| 2013      | Скінс                      | Містер Єсуп                                                                   | E4             | 1 серія            |
| 2013      | Father Figure              | Тім Кертейн                                                                   | BBC One        | 5 серій            |
| 2013      | Found                      |                                                                               | BBC Two        | Телевізійний фільм |
| 2015      | Hoff the Record            | Ділан Тернбулл                                                                | Dave           | 1 серія            |
| 2015      | Jekyll and Hyde            | Віллар Нейсміт                                                                | ITV            | 1 серія            |
| 2015      | Tripped                    | Промо-ведучий                                                                 | E4             | 1 серія            |
| 2016      | Plebs                      | Есквілін                                                                      | ITV2           | 1 серія            |
| 2016      | Young Hyacinth             | Фредді                                                                        | BBC One        | Телевізійний фільм |
| 2016      | Comedy Blaps               | Філчер                                                                        | Channel 4      | 1 серія            |
| 2016—2017 | Drunk History: UK          | Лектор Королівського товариства / адмірал П'єр-Шарль Вільньов / Едвард Вілсон | Comedy Central | 3 серій            |
| 2016—2018 | Upstart Crow               | Крістофер Марлоу                                                              | BBC Two        | 19 серій           |
| 2017      | Chewing Gum                | Ланс                                                                          | E4             | 1 серія            |
| 2017      | Count Arthur Strong        | Руфус                                                                         | BBC            | 1 серія            |
| 2017      | I Live with Models         | Даб                                                                           | Comedy Central | 1 серія            |
| 2018—2020 | Чужоземка                  | Губернатор Тріон                                                              | Starz          | 3 серії            |
| 2020      | The Jewish Enquirer        | Пол Грін                                                                      | Amazon Prime   | Ведуча роль        |
| 2020      | Housebound                 | Майор Джеремі                                                                 | YouTube        | 5 серій            |
| 2022      | Toast of Tinseltown        | Денні Беар                                                                    | BBC            | 5 серій            |
| 2023      | Добрі передвісники         | М-р Бровн                                                                     | Amazon Prime   | 3 серії            |
| 2024      | Big Mood                   | Містер Вілсон                                                                 | Tubi           | 1 серія            |
| 2024      | Geek Girl                  | Річард Меннерс                                                                | Netflix        | 10 серій           |

### Відеоігри
| Рік  | Назва             | Розробник      | Роль | Дж.    |
| ---- | ----------------- | -------------- | ---- | ------ |
| 2023 | Baldur's Gate III | Larian Studios | Ґейл | [ 49 ] |

### Театр
| Рік  | Назва                | Роль           | Режисер       | Театр                             | Дж.    |
| ---- | -------------------- | -------------- | ------------- | --------------------------------- | ------ |
| 2007 | Charlie and Henry    | Мервін         | Пітер Меддок  | Театр Нью Енд                     | [ 50 ] |
| 2008 | Fat Christ           | Дік Фробішер   | Хезер Сімпкін | Театр Кінгз Хед                   | [ 51 ] |
| 2010 | Respect              | Коберт         | Джон Реталлак | Бірмінгемський репертуарний театр | [ 52 ] |
| 2010 | Cling To Me Like Ivy | Девід          | Сара Есдейл   | Бірмінгемський репертуарний театр | [ 52 ] |
| 2015 | Matchbox Theatre     | Декілька ролей | Геміш МакКолл | Театр Хемпстед                    | [ 52 ] |

### Як письменник
| Рік  | Назва                                       | Примітки             |
| ---- | ------------------------------------------- | -------------------- |
| 2008 | The Dead Moon                               | П'єса                |
| 2009 | The Robin Wins The Spring                   | Змагання сценаристів |
| 2009 | The Curse of Elizabeth Faulkner             | П'єса                |
| 2009 | The Revenge of Anubis                       | П'єса                |
| 2010 | A Portrait of Maureen Flange                | П'єса                |
| 2010 | The Story Project 2 – Love, Lies and London | П'єса                |